# Язва Маржолена

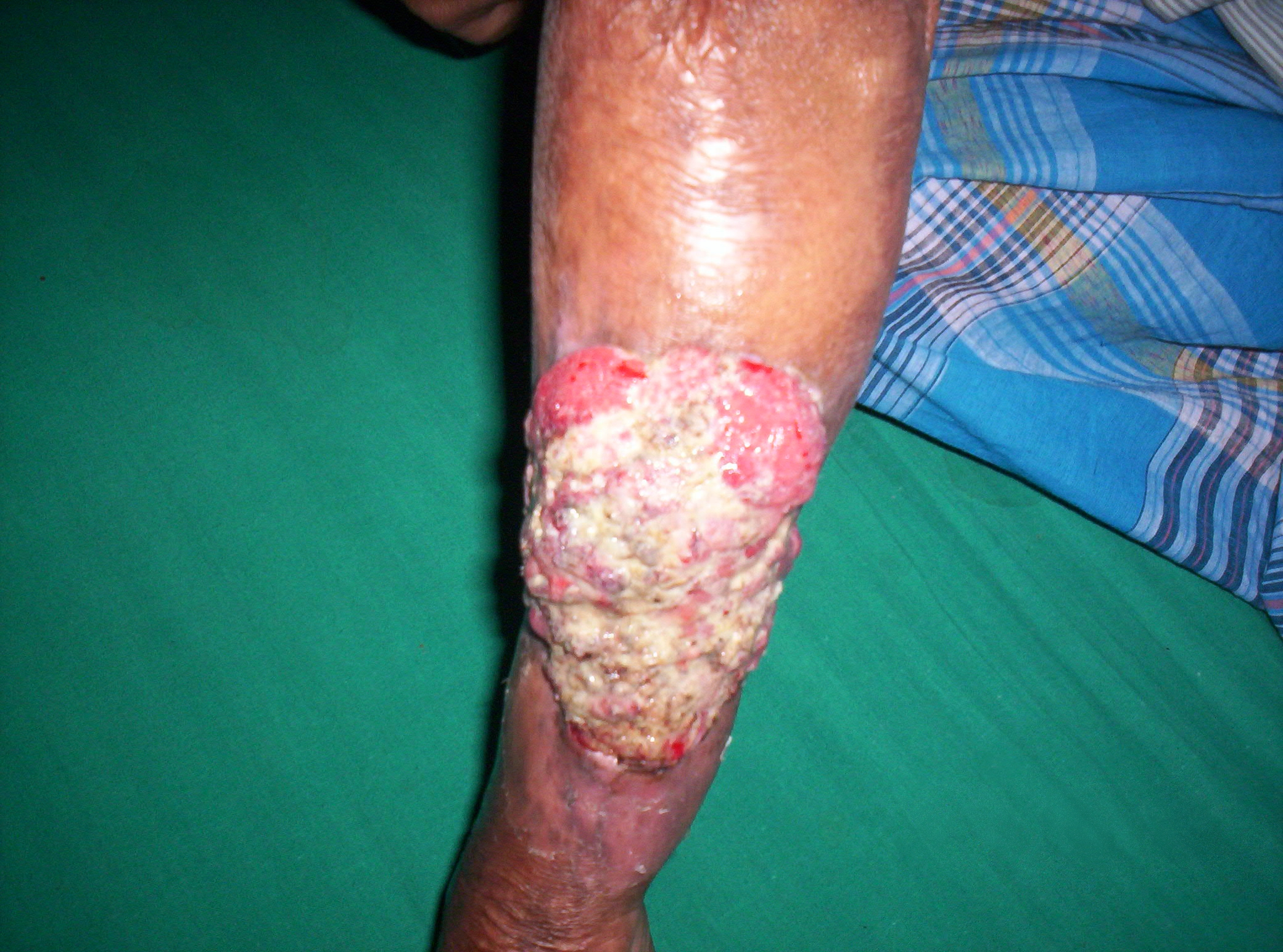
Пациент с язвой Маржолена на руке на месте послеожогового рубца.

Язва Маржолена (англ. Marjolin's ulcer) — плоскоклеточный рак, возникающий в хронических ранах и язвах любой этиологии.
Развитие заболевания связано с тем, что прогрессирование атрофических и ишемических изменений в зоне обширного послеожогового рубца приводит к развитию некроза кожи и подлежащих тканей, что и является причиной образования длительно не заживающей язвы. В 1828 г. J.N. Marjolin впервые описал пациента с послеожоговым рубцом, края которого претерпели злокачественную трансформацию, поэтому с тех пор рак, развившийся в рубцах, носит название язвы Маржолена.
По данным различных источников, карцинома в ткани встречается в 1,7-6% случаев длительно незаживающих ран, при этом она отличается быстрой эволюцией и злокачественным течением. Патогенез этой высокоинвазивной злокачественой опухоли обусловлен, вероятно, возникновением в ткани послеожогового рубца опухолевых клеток-мутантов из-за снижения иммунологического контроля со стороны организма за постоянством клеточного состава в плотных рубцовых тканях. Развившаяся злокачественная опухоль опосредует еще более глубокое нарушение трофики и угнетение процесса заживления ожоговых ран.